# Републикански път III-641
Републикански път IIІ-641 е третокласен път, част от Републиканската пътна мрежа на България, преминаващ изцяло по територията на област Пловдив. Дължината му е 8,5 км.
Пътят се отклонява наляво при 9,1 км на Републикански път II-64 в северозападната част на град Баня, насочва се на североизток през източната част на Карловската котловина и след 8,5 км югоизточво от село Васил Левски, при гара Ботев се съединява с Републикански път I-6 при неговия 277,4-ти км.
| Пътища, отклоняващи се надясно (населено място, № на пътя, посока на пътя) | Км  | Пътища, отклоняващи се наляво (посока на пътя, № на пътя, населено място) |
| -------------------------------------------------------------------------- | --- | ------------------------------------------------------------------------- |
| Община Карлово, II-64, 9,1 км, гр. Баня ←                                  | 0,0 | ← гр. Баня, 9,1 км, II-64, Община Карлово                                 |
| (за с. Ведраре) общински път ←                                             | 3,2 |                                                                           |
| (за с. Ведраре) общински път ←                                             | 5,2 | → общински път (за с. Марино поле)                                        |
| (до гр. Бургас) I-6, 277,4 км ←                                            | 8,5 | ← 277,4 км, I-6 (от ГКПП Гюешево)                                         |